# ATP Challenger Prostějov
Das ATP Challenger Prostějov (offizieller Name: Unicredit Czech Open) ist ein seit 1994 jährlich stattfindendes Tennisturnier in Prostějov, Tschechien. Es ist Teil der ATP Challenger Tour und wird im Freien auf Sandplatz ausgetragen. Jan Hájek, Radek Štěpánek und Jiří Veselý im Einzel sowie Jaroslav Levinský im Doppel sind mit je drei Titeln die erfolgreichsten Spieler des Turniers.

## Liste der Sieger

### Einzel
| Jahr | Sieger               | Finalgegner              | Ergebnis        |
| ---- | -------------------- | ------------------------ | --------------- |
| 2025 | Hugo Dellien         | Tseng Chun-hsin          | 6:3, 6:4        |
| 2024 | Jérôme Kym           | Tseng Chun-hsin          | 6:2, 3:6, 6:2   |
| 2023 | Dalibor Svrčina      | Tomáš Macháč             | 6:4, 6:2        |
| 2022 | Vít Kopřiva          | Dalibor Svrčina          | 6:2, 6:2        |
| 2021 | Federico Coria       | Alex Molčan              | 7:61, 6:3       |
| 2020 | Kamil Majchrzak      | Pablo Andújar            | 6:2, 7:65       |
| 2019 | Pablo Andújar        | Attila Balázs            | 6:2, 7:5        |
| 2018 | Jaume Munar          | Laslo Đere               | 6:1, 6:3        |
| 2017 | Jiří Veselý (3)      | Federico Delbonis        | 5:7, 6:1, 7:5   |
| 2016 | Michail Kukuschkin   | Márton Fucsovics         | 6:1, 6:2        |
| 2015 | Jiří Veselý (2)      | Laslo Đere               | 6:4, 6:2        |
| 2014 | Jiří Veselý (1)      | Norbert Gombos           | 6:2, 6:2        |
| 2013 | Radek Štěpánek (3)   | Jiří Veselý              | 6:4, 6:2        |
| 2012 | Florian Mayer        | Jan Hájek                | 7:61, 3:6, 7:63 |
| 2011 | Juri Schtschukin     | Flavio Cipolla           | 6:4, 4:6, 6:0   |
| 2010 | Jan Hájek (3)        | Radek Štěpánek           | 6:0 aufgg.      |
| 2009 | Jan Hájek (2)        | Steve Darcis             | 6:2, 1:6, 6:4   |
| 2008 | Agustín Calleri      | Martín Vassallo Argüello | 6:0, 6:3        |
| 2007 | Sergio Roitman       | Florian Mayer            | 7:61, 6:4       |
| 2006 | Jan Hájek (1)        | Dominik Hrbatý           | 6:3, 5:7, 6:2   |
| 2005 | Jarkko Nieminen      | Ivo Minář                | 6:1, 6:3        |
| 2004 | Radek Štěpánek (2)   | Michal Tabara            | 7:65, 7:5       |
| 2003 | Radek Štěpánek (1)   | Mariano Puerta           | 7:5, 6:3        |
| 2002 | Guillermo Coria      | Jiří Novák               | 6:3, 6:3        |
| 2001 | Bohdan Ulihrach (2)  | Jiří Novák               | 6:4, 6:75, 6:3  |
| 2000 | Andreas Vinciguerra  | Jérôme Golmard           | kampflos        |
| 1999 | Richard Fromberg (2) | Juan Carlos Ferrero      | 7:6, 5:7, 6:4   |
| 1998 | Richard Fromberg (1) | Andrew Ilie              | 6:2, 6:2        |
| 1997 | Bohdan Ulihrach (1)  | Fernando Meligeni        | 6:2, 4:6, 6:1   |
| 1996 | Andrei Tschesnokow   | Francisco Clavet         | 6:3, 6:0        |
| 1995 | Andrea Gaudenzi      | Jiří Novák               | 6:4, 6:3        |
| 1994 | Karol Kučera         | Tomáš Anzari             | 6:0, 6:4        |

### Doppel
| Jahr | Sieger                                     | Finalgegner                           | Ergebnis           |
| ---- | ------------------------------------------ | ------------------------------------- | ------------------ |
| 2025 | Petr Nouza Patrik Rikl                     | Lukáš Pokorný Dalibor Svrčina         | 4:6, 6:3, [10:4]   |
| 2024 | Iwan Ljutarewitsch Sergio Martos Gornés    | Matwé Middelkoop Philipp Oswald       | 6:1, 6:4           |
| 2023 | Ariel Behar Adam Pavlásek                  | Marco Bortolotti Sergio Martos Gornés | 7:5, 6:4           |
| 2022 | Yuki Bhambri Saketh Myneni                 | Roman Jebavý Andrej Martin            | 6:3, 7:5           |
| 2021 | Alexander Nedowessow Gonçalo Oliveira      | Roman Jebavý Zdeněk Kolář             | 1:6 7:65, [10:6]   |
| 2020 | Zdeněk Kolář Lukáš Rosol (2)               | N. Sriram Balaji Divij Sharan         | 6:2, 2:6, [10:6]   |
| 2019 | Philipp Oswald (2) Filip Polášek           | Jiří Lehečka Jiří Veselý              | 6:4, 7:64          |
| 2018 | Denys Moltschanow Igor Zelenay (2)         | Martín Cuevas Pablo Cuevas            | 4:6, 6:3, [10:7]   |
| 2017 | Guillermo Durán Andrés Molteni             | Roman Jebavý Hans Podlipnik-Castillo  | 7:65, 6:75, [10:6] |
| 2016 | Aljaksandr Bury Igor Zelenay (1)           | Julio Peralta Hans Podlipnik-Castillo | 6:4, 6:4           |
| 2015 | Julian Knowle Philipp Oswald (1)           | Mateusz Kowalczyk Igor Zelenay        | 4:6, 6:3, [11:9]   |
| 2014 | Andre Begemann Lukáš Rosol (1)             | Peter Polansky Adil Shamasdin         | 6:1, 6:2           |
| 2013 | Nicholas Monroe Simon Stadler              | Mateusz Kowalczyk Lukáš Rosol         | 6:4, 6:4           |
| 2012 | Hsieh Cheng-peng Lee Hsin-han              | Colin Ebelthite John Peers            | 7:5, 7:5           |
| 2011 | Serhij Bubka Adrián Menéndez               | David Marrero Rubén Ramírez Hidalgo   | 7:5, 6:2           |
| 2010 | Marcel Granollers David Marrero            | Johan Brunström Jean-Julien Rojer     | 3:6, 6:4, [10:6]   |
| 2009 | Johan Brunström Jean-Julien Rojer          | Pablo Cuevas Dominik Hrbatý           | 6:2, 6:3           |
| 2008 | Rik De Voest Łukasz Kubot                  | Chris Haggard Nicolas Tourte          | 6:2, 6:2           |
| 2007 | Ramón Delgado Juan Pablo Guzmán            | Tomáš Cibulec Leoš Friedl             | 7:68, 6:1          |
| 2006 | František Čermák (2) Jaroslav Levinský (3) | Jan Mašík Michal Tabara               | 6:3, 6:2           |
| 2005 | Lukáš Dlouhý David Škoch (2)               | Jan Hájek Jan Mašík                   | 5:7, 6:3, 7:65     |
| 2004 | Dominik Hrbatý Jaroslav Levinský (2)       | Travis Parrott Tripp Phillips         | 6:4, 6:4           |
| 2003 | Jaroslav Levinský (1) David Škoch(1)       | Rubén Ramírez Hidalgo Sergio Roitman  | 6:2, 6:2           |
| 2002 | František Čermák (1) Ota Fukárek           | Mariano Hood Sebastián Prieto         | 6:3, 7:65          |
| 2001 | Andrea Gaudenzi Sander Groen               | Devin Bowen Mariano Hood              | 7:66, 6:4          |
| 2000 | Alberto Martín Eyal Ran                    | Petr Luxa Vincenzo Santopadre         | 6:2, 6:2           |
| 1999 | Dinu Pescariu Eric Taino                   | Devin Bowen Eyal Ran                  | 6:3, 6:3           |
| 1998 | Edwin Kempes Peter Wessels                 | Tomáš Cibulec Tomáš Krupa             | 6:4, 7:5           |
| 1997 | Jiří Novák (2) David Rikl                  | Scott Melville Diego Nargiso          | 6:4, 6:2           |
| 1996 | Mathias Huning Jack Waite                  | Fredrik Bergh Patrik Fredriksson      | 6:3, 7:6           |
| 1995 | Andrei Pavel Glenn Wilson                  | Jeff Belloli Jack Waite               | 7:5, 6:3           |
| 1994 | Jiří Novák (1) Radomír Vašek               | Sjeng Schalken Joost Winnink          | 6:7, 6:3, 6:4      |